# Großengsee
Großengsee ist ein Gemeindeteil der Gemeinde Simmelsdorf im Landkreis Nürnberger Land (Mittelfranken, Bayern). Die Gemarkung Großengsee hat eine Fläche von 11,060 km². Sie ist in 1510 Flurstücke aufgeteilt, die eine durchschnittliche Flurstücksfläche von 7324,55 m² haben. In ihr liegen neben dem namensgebenden Ort die Gemeindeteile Mittelnaifermühle, Oberachtel, Obernaifermühle, Sankt Helena, Strahlenfels, Unternaifermühle und Winterstein.

## Geografie
Das Dorf ist von Erhebungen der Hersbrucker Alb umgeben. Innerorts gibt es den Ponor Bachloch, der als Geotop ausgezeichnet ist. Die Kreisstraße LAU 3 führt nach Ittling (1,9 km östlich) bzw. nach Winterstein (2 km südwestlich). Die Kreisstraße LAU 12 führt nach Obernaifermühle (0,9 km südlich). Gemeindeverbindungsstraßen führen zur Kreisstraße LAU 1 bei Strahlenfels (1,9 km nordöstlich) und nach Sankt Helena (0,7 km südlich).

## Geschichte
Die erste Erwähnung von Großengsee war im Jahr 1342. Seit dem Jahr 1574 befand sich der Ort im Besitz der Nürnberger Patrizierfamilie Tucher und gehörte damit zum Landgebiet der Reichsstadt Nürnberg.
Mit dem Gemeindeedikt (frühes 19. Jahrhundert) wurde die Ruralgemeinde Großengsee gebildet, zu der Mittelnaifermühle, Oberachtel, Obernaifermühle, Sankt Helena, Strahlenfels, Unternaifermühle und Winterstein gehörten. Sie unterstand in Verwaltung und Gerichtsbarkeit dem Landgericht Gräfenberg. Im Zuge der Gebietsreform in Bayern wurde die bis dahin im Landkreis Forchheim liegende Gemeinde Großengsee am 1. Juli 1972 in die Gemeinde Simmelsdorf eingegliedert.

## Baudenkmäler

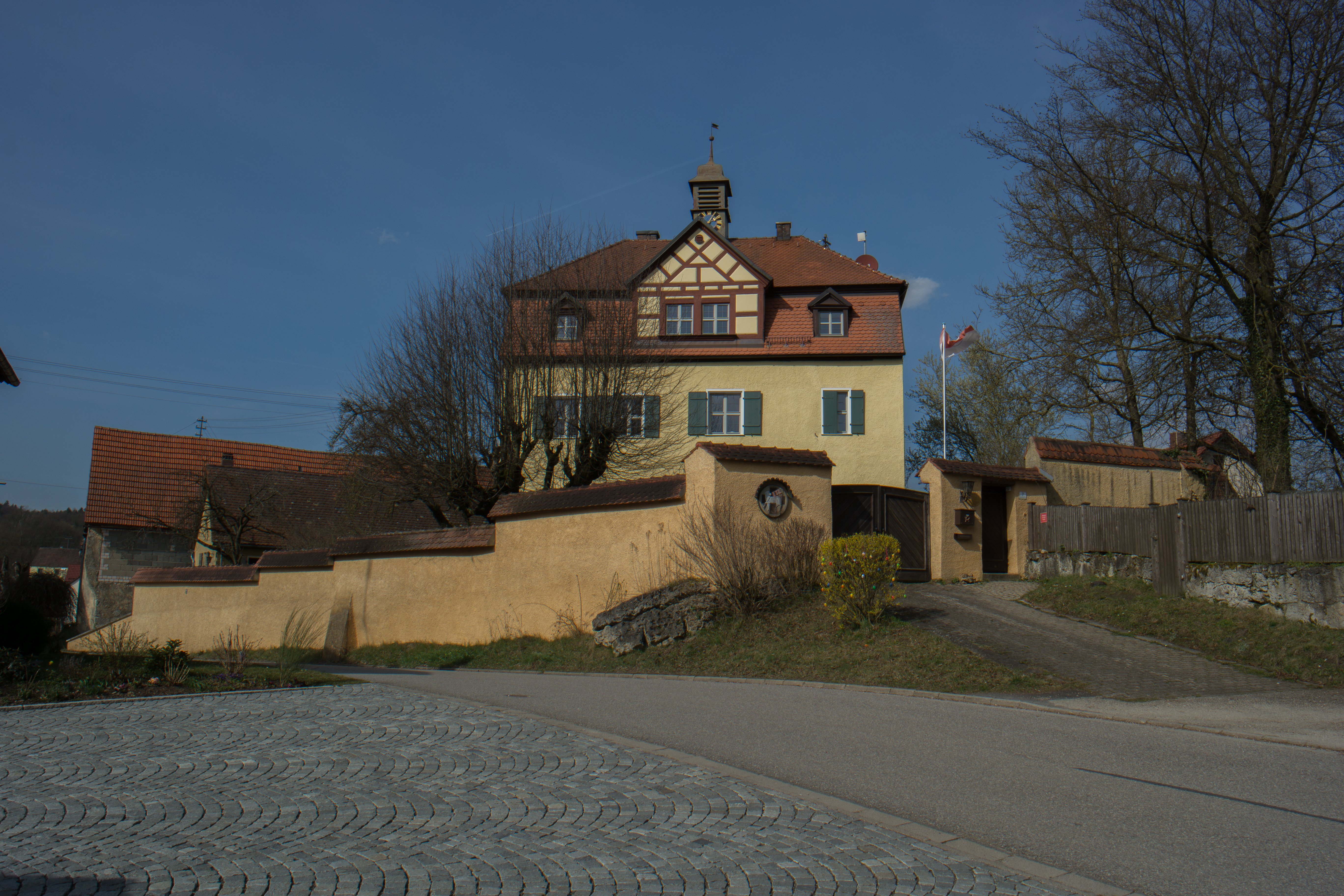
Der Herrensitz Großengsee

In Großengsee befinden sich zwei Baudenkmäler. Den ehemaligen Herrensitz Großengsee ließ die Dr.-Lorenz-Tucher-Stiftung unter ihrem Administrator Georg V. Tucher (1579–1644) im Jahr 1630 zur Unterbringung des Tucherschen Vogts erbauen, wahrscheinlich an der Stelle eines älteren Burgstalls. Christoph Bonaventura I. Tucher, der als Patronatsherr für den neuen Pfarrer von St. Helena eine Unterkunft benötigte, ließ das Herrenhaus 1672 als Pfarrhaus umbauen.